# Havorcija
Havorcija (lat. Haworthia) je veliki rod sukulenata iz porodice čepljezovki koji dolaze iz južne Afrike. Za ove sukulente je karakteristično da imaju dva mala bijela cvijeta. Svi ovi sukulenti su rozete, neki od njih imaju "travom" prekrivene listove. Nazivlje Haworthia je neprestano mijenjano prema izgledu i stanju njihovog rasta i međusobnom križanju vrsta.
Haworthia zahtjeva položaj u sjeni, za dobar rast. Ljeti ovu vrstu treba redovito zalijevati, a zimi je treba držati suhom. Postoje različite varijacije oko zalijevanja, no zalijevanje najviše ovisi o tome potječe li biljka iz područja gdje kiši zimi ili gdje kiši ljeti. 
Pogrešan način zalijevanja dovodi do toga da biljka gubi korijenje. Tada biljka ne izgleda zdravo i kada ju se dodirne, osjeti se da je mekana. Biljku treba izvaditi iz zemlje i očistiti njeno korijenje, a kada se to učini, treba je posaditi u novu posudu s novom zemljom.
Haworthia ne podnosi smrzavanje, ali mnoge vrste mogu preživjeti jake vrućine ako se drže na zasjenjenom mjestu. 

## Vrste
1. Haworthia akaonii M.Hayashi
2. Haworthia angustifolia Haw.
3. Haworthia ao-onii M.Hayashi
4. Haworthia arachnoidea (L.) Duval
5. Haworthia aristata Haw.
6. Haworthia bayeri J.D.Venter & S.A.Hammer
7. Haworthia blackburniae W.F.Barker
8. Haworthia bolusii Baker
9. Haworthia caesia M.Hayashi
10. Haworthia calva M.Hayashi
11. Haworthia chloracantha Haw.
12. Haworthia compacta (Triebner) Breuer
13. Haworthia cooperi Baker
14. Haworthia cymbiformis (Haw.) Duval
15. Haworthia decipiens Poelln.
16. Haworthia diaphana M.Hayashi
17. Haworthia elizeae Breuer
18. Haworthia emelyae Poelln.
19. Haworthia floribunda Poelln.
20. Haworthia fukuyae M.Hayashi
21. Haworthia grenieri Breuer
22. Haworthia heidelbergensis G.G.Sm.
23. Haworthia herbacea (Mill.) Stearn
24. Haworthia lockwoodii Archibald
25. Haworthia maculata (Poelln.) M.B.Bayer
26. Haworthia magnifica Poelln.
27. Haworthia maraisii Poelln.
28. Haworthia marumiana Uitewaal
29. Haworthia minor (Aiton) Duval
30. Haworthia mirabilis (Haw.) Haw.
31. Haworthia mollis M.Hayashi
32. Haworthia monticola Fourc.
33. Haworthia mucronata Haw.
34. Haworthia mutica Haw.
35. Haworthia nortieri G.G.Sm.
36. Haworthia outeniquensis M.B.Bayer
37. Haworthia parksiana Poelln.
38. Haworthia pubescens M.B.Bayer
39. Haworthia pulchella M.B.Bayer
40. Haworthia pygmaea Poelln.
41. Haworthia regina M.Hayashi
42. Haworthia reticulata (Haw.) Haw.
43. Haworthia retusa (L.) Duval
44. Haworthia rossouwii Poelln.
45. Haworthia sapphaia M.Hayashi
46. Haworthia semiviva (Poelln.) M.B.Bayer
47. Haworthia springbokvlakensis C.L.Scott
48. Haworthia subularis M.Hayashi
49. Haworthia transiens (Poelln.) M.Hayashi
50. Haworthia truncata Schönland
51. Haworthia turgida Haw.
52. Haworthia variegata L.Bolus
53. Haworthia veltina M.Hayashi
54. Haworthia villosa M.Hayashi
55. Haworthia vlokii M.B.Bayer
56. Haworthia wittebergensis W.F.Barker
57. Haworthia zantneriana Poelln.

## Sinonimi
- Haworthia bruynsii M.B.Bayer →Haworthiopsis bruynsii (M.B.Bayer) G.D.Rowley
- Haworthia cuspidata Haw. Haworthia cymbiformis var. cymbiformis
- Haworthia fasciata (Willd.) Haw.  →Haworthiopsis fasciata (Willd.) G.D.Rowley
- Haworthia glabrata (Salm-Dyck) Baker → Haworthiopsis attenuata var. glabrata (Salm-Dyck) G.D.Rowley